# Антонианцы (XIX век)
Антонианцы — последователи антиномистической секты в Швейцарии в XIX веке.
Основатель её Антон (Антони) Унтернэрер (Antoine Unternährer; 1759—1824) родился 5 сентября 1759 года в городе Шюпфгейме, в кантоне Люцерн; поселившись в 1800 г. в Амсолдингене близ Тука, он стал излагать в собраниях Новый Завет. Своим воззрениям Унтернэрер приписывал авторитет Божественного Откровения. За беспорядки, которые он вместе со своими сторонниками произвел 16 апр. 1802 г. в мюнстерской церкви в Берне, он был арестован; через 2 года он был выпущен на свободу, но снова вызвал смуты, за что был изгнан из Бернского кантона. Впоследствии Унтерн. в Люцерне был заключен в тюрьму, где и скончался 29 июня 1824 г. Из его трудов наиболее важны: «Gerichtsbüchlein», «Bibelsprüche», «Buch der Erfüllung» и «Geheimniss der Liebe». В Амсолдингене антонианцы жили беспрепятственно до 1821 г., когда обнаружение возмутительных половых эксцессов, практиковавшихся на их ночных собраниях, вызвало энергичное вмешательство полиции; то же самое происходило в Гештейге, недалеко от Интерлакена.
В 1830 г. объявился в Волене, недалеко от Берна, третий спаситель в лице Бенедикта Шори, который, утверждая, что в нем живет дух Унтернэрера, проповедовал общность жен. В 1838 г. выступил новый «пророк» в Гештейге, по имени Христиан Михель. Последний был в 1840 г. заключен в смирительный дом. Следы этой секты замечались и в кантонах Аргау и Цюрихе.
Учение антонианцев представляет собой отголосок древней теософии и мистицизма. Все созданное Богом прекрасно, также и человек с его естественными стремлениями и побуждениями. Ему был дан лишь один завет: «плодитесь и множитесь» и лишь один запрет — не вкушать от древа познания. Это дьявол ознакомил человека с различением зла и добра и со стыдом перед тем, что Бог создал прекрасным. Спасение пришло от Христа, но вполне осуществилось через Унтернэрера. Кто уверует в проповедуемую божественную мудрость, тот свободен от всякого закона, кроме закона любви. Любовь же проявляется преимущественно в полнейшем смешении полов между верующими. Государство, церковь, школа, семья, личная собственность и т. п., все это — лишь порождения сатаны, подлежащие упразднению.